# Marielle Franco
(Era nata a Maré, una favela di Rio, e per questo amava definirsi così.)
Marielle Franco (IPA: [maɾiˈɛli ˈfɾɐ̃ku]), all'anagrafe Marielle Francisco da Silva (Rio de Janeiro, 27 luglio 1979 – Rio de Janeiro, 14 marzo 2018) è stata una politica, sociologa e attivista brasiliana.
È stata consigliera comunale a Rio de Janeiro ed esponente del Partito Socialismo e Libertà brasiliano (PSOL). Ha presieduto il Comitato delle donne del Consiglio comunale ed è stata impegnata nella difesa dei diritti umani. È stata assassinata la sera del 14 marzo 2018.

## Biografia
Nata e cresciuta in una favela a nord di Rio de Janeiro, Maré, dove è anche vissuta per la maggior parte della sua vita, Marielle si è sentita presto parte della comunità LGBT identificandosi come una donna bisessuale. Nel 1998 ha avuto la sua prima e unica figlia e due anni dopo ha incominciato i suoi studi preuniversitari. Ha fatto crescere la figlia senza l'aiuto del padre e ha lavorato come insegnante prescolare retribuita al minimo salariale.
La morte di un'amica, uccisa da un proiettile vagante nel 2000, ha indotto Franco a incominciare a interessarsi dei diritti umani. Nel 2017, si è trasferita nel quartiere di Tijuca con la compagna di lunga data, Mônica Tereza Benício, e la figlia. Marielle e Mônica si erano conosciute durante un viaggio con amici quando avevano rispettivamente 18 e 24 anni. Si frequentavano da 13 anni ed il loro rapporto era stato spesso interrotto perché le famiglie e gli amici non sempre accettavano la loro relazione. Nei periodi di separazione sia Mônica che Marielle hanno avuto relazioni con altre persone. Avrebbero voluto sposarsi nel settembre del 2019.

### Formazione
Marielle Franco nel 2007 si è laureata in scienze sociali presso la Pontifícia Università Cattolica di Rio de Janeiro (PUC-Rio), nel 2011 si è specializzata in responsabilità sociale e settore terziario e nel 2014 ha conseguito un master in pubblica amministrazione presso l'Università federale Fluminense (UFF) con un'analisi della politica di pubblica sicurezza dello stato di Rio de Janeiro.. Aveva avuto una figlia a soli 19 anni e questo l'ha indotta a lottare per il riconoscimento dei diritti delle donne e, in particolare, a interessarsi della condizione femminile nelle favelas, inoltre l'ha spinta a diventare femminista e attivista per i diritti umani.

### Impegno politico

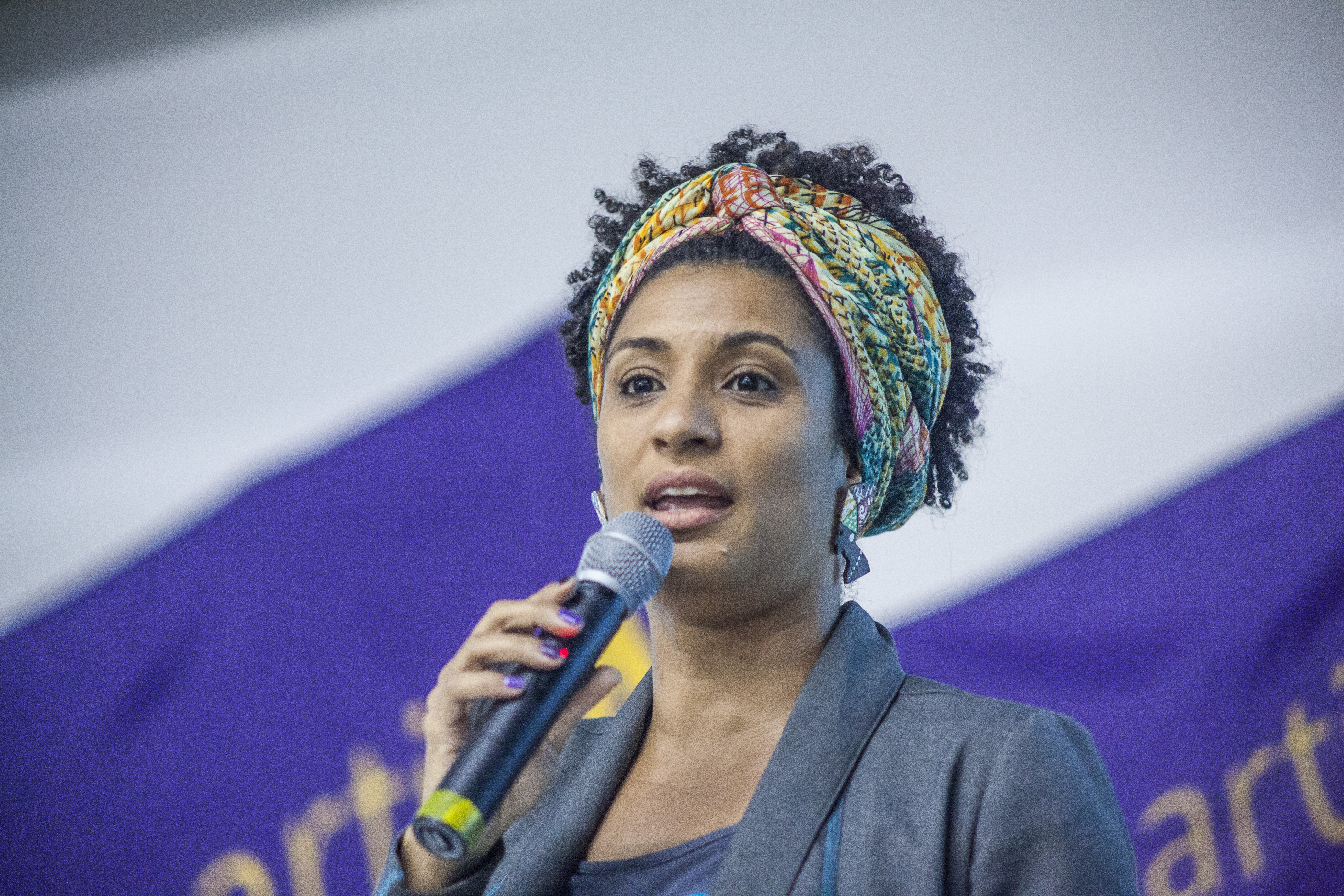
Marielle Franco nel settembre 2016

Si è unita al gruppo che sosteneva Marcelo Freixo come candidato all'Assemblea legislativa dello Stato di Rio de Janeiro alle elezioni del 2006 entrando così in politica, e in seguito è stata nominata consigliere parlamentare del deputato quando Freixo è stato eletto. Successivamente ha assunto il coordinamento della Commissione per la difesa dei diritti umani e della cittadinanza. Nel 2016, quando si è presentata per la prima volta come candidata, è stata eletta consigliera nella Câmara Municipal di Rio de Janeiro con la Mudar Coalition, formata dal Partito Socialismo e Libertà (PSOL) e dal Partito Comunista Brasiliano (PCB) ottenendo oltre 46.000 voti.
Nel Consiglio municipale ha presieduto la Commissione per la difesa delle donne ed è stata membro di una Commissione incaricata di monitorare l'azione della polizia federale a Rio de Janeiro, ricoprendo tale incarico sino al suo assassinio. Si è dimostrata critica nei confronti dell'intervento federale e ha ripetutamente denunciato gli abusi della polizia e le violazioni dei diritti umani. Pochi giorni prima della sua uccisione aveva accusato ancora una volta pubblicamente le azioni violente di reparti della polizia militare, in particolare nella favela di Acari, dove era rimasto ucciso Matheus Melo, l'assistente di un sacerdote. "Quanti devono ancora morire prima che questa guerra finisca? " ha scritto Marielle commentando l'omicidio.
Nel 2017 ha preso parte ad un documentario per la televisione dal titolo Primavera das Mulheres, (Primavera delle donne) che affrontava il tema del nuovo femminismo attraverso interviste e conversazioni con attiviste, blogger, transgender e donne di colore. Nel film si racconta di come le donne siano tornate in strada contro la cultura dello stupro e per difendere i diritti civili.
In un'intervista rilasciata a Brasil de Fato in occasione della Giornata internazionale della donna nel 2017, poco tempo dopo essersi insediata come assessora nella città di Rio de Janeiro, ha parlato del suo impegno per far riconoscere alle donne il diritto all’aborto in casi di precisa gravità, della necessità di pensare al femminismo e di riflettere sul diverso trattamento tra uomini e donne sul posto di lavoro, del problema del razzismo e anche di quello delle donne transessuali. La sua attività l'aveva resa una possibile candidata alle elezioni presidenziali di fine 2018.

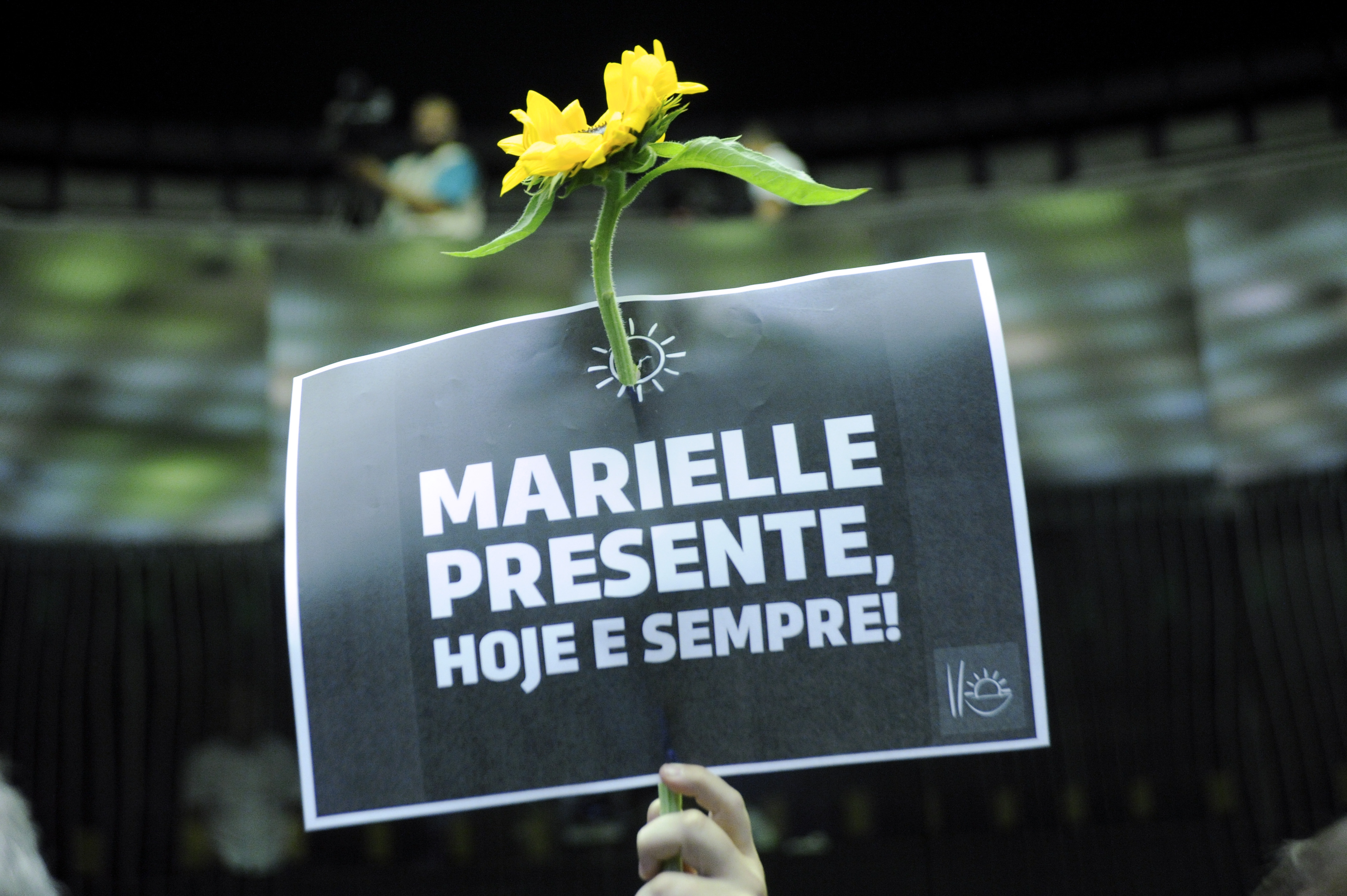
Marielle presente, oggi e sempre!, dalla riunione plenaria della Camera dei Deputati brasiliana in onore della consigliera Marielle Franco (PSOL-RJ) e del suo autista, Anderson Gomes, assassinati a Rio de Janeiro

### Assassinio
La sera del 14 marzo 2018 Marielle cadde vittima di un agguato, una vera esecuzione, dopo soli 18 mesi dalla sua elezione al Consiglio comunale.
La consigliera il 14 marzo aveva partecipato a un dibattito promosso dal PSOL presso la Casa das Pretas (Casa delle donne nere) a Lapa per affrontare il problema della violenza contro le donne afroamericane nelle favelas. Alle 21:30, mentre stava per tornare a casa, la sua auto fu affiancata da un'altra con i sicari che avevano atteso per ore che Marielle uscisse. Malgrado i finestrini oscurati gli assassini la riconobbero e spararono più volte, uccidendola. Con lei fu assassinato anche il suo autista, Anderson Pedro Gomes, mentre una collaboratrice seduta di fianco a lei rimase ferita.
I proiettili calibro 9 usati dagli assassini provenivano da una partita destinata alla polizia brasiliana e altre munizioni di quella stessa partita erano state usate in un massacro che fece 23 vittime. In quel caso c'era qualche legame con la polizia. Negli ultimi tempi l'attivista era impegnata in indagini sugli omicidi nelle favelas e per questo criticava la polizia, continuando a difendere con grande forza i diritti delle donne e dei giovani neri emarginati.

## Marielle Franco e gli omicidi in Brasile
Il Brasile soffre di problemi di criminalità con un altissimo tasso di omicidi che nella sola Rio, nel 2017, hanno superato il migliaio con oltre un centinaio di agenti uccisi. Marielle Franco e i partiti di sinistra hanno criticato duramente la scelta del governo e di Temer di far intervenire l’esercito in città.
Esperti dell'Organizzazione delle Nazioni Unite, il giorno 26 marzo, si sono detti allarmati per l'uccisione della paladina dei diritti umani che a Rio aveva denunciato l'intervento militare federale per controllare l'ordine pubblico in città. Il suo omicidio secondo tali esperti è allarmante poiché mira ad intimidire tutti coloro che combattono per i diritti umani e lo stato di diritto in Brasile.

## Reazioni e dichiarazioni dopo la sua morte

### Cordoglio e condanna

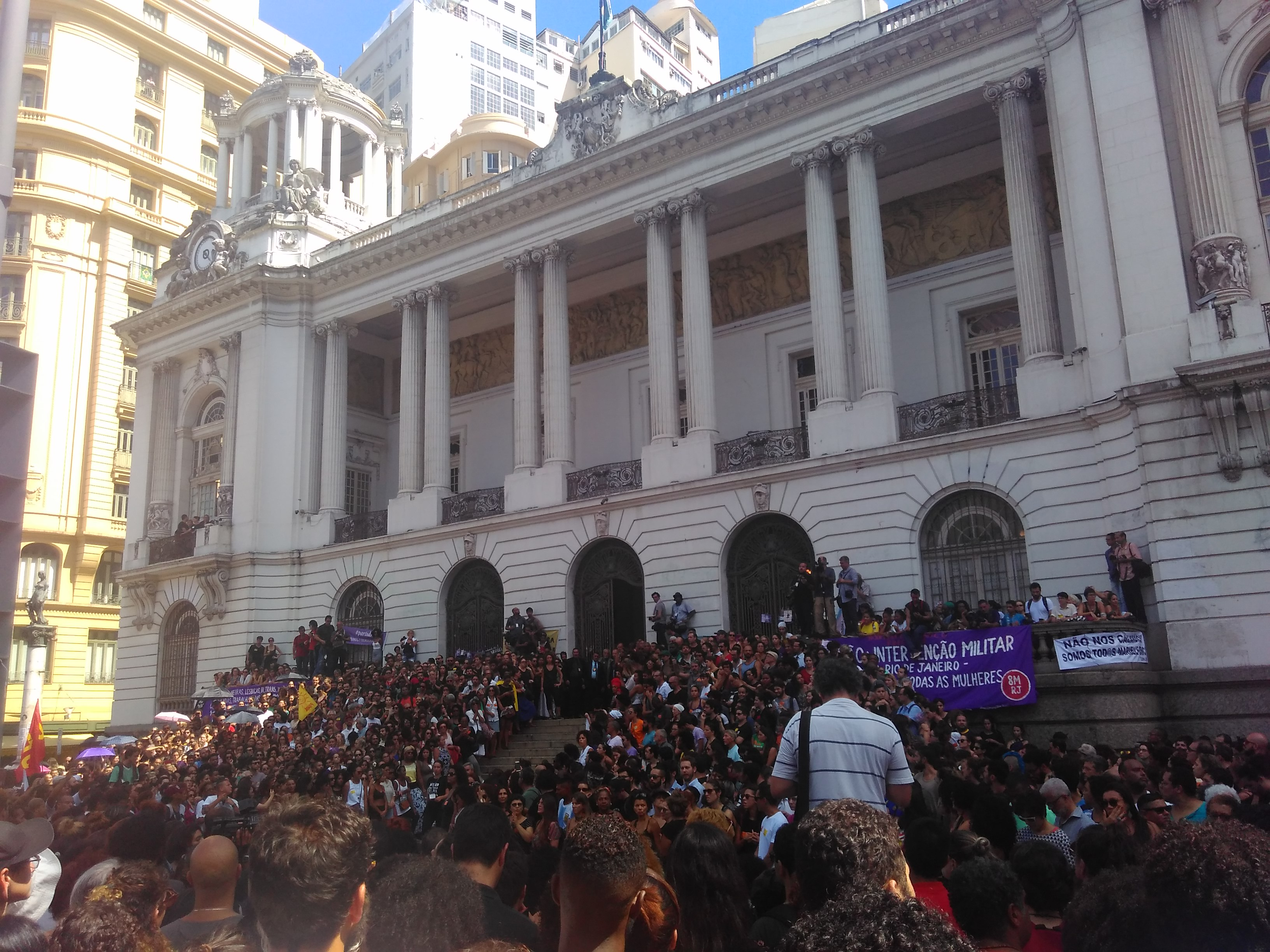
La folla attende l'arrivo del feretro di Marielle Franco davanti al palazzo Pedro Ernesto.

- Eliomar Coelho, all'Assemblea Legislativa dello Stato di Rio de Janeiro, nella seduta del 15 marzo 2018, facendosi portavoce del PSOl, ha descritto la sua compagna di partito appena assassinata come una militante coraggiosa e combattiva che difendeva donne, neri, persone LGBT e indigeni.[28]
- Michel Temer ha definito l'uccisione di Marielle un "atto di estrema vigliaccheria, un attentato alla democrazia, che non dovrà restare impunito".[29]
- Luiz Inácio Lula da Silva ha chiesto che governo e militari diano spiegazioni al popolo su quanto accaduto e che vengano individuati al più presto i colpevoli.[30]
- Marcelo Freixo, deputato e amico di Marielle, ha descritto la sua morte come una vera e propria esecuzione.[31]
- Jurema Werneck, direttrice di Amnesty International Brasile, ha definito il fatto come agghiacciante, esempio dei pericoli ai quali sono esposti gli attivisti per i diritti umani in Brasile.[32]

Decine di migliaia di persone sono scese in strada a Rio, il 15 marzo, per rendere omaggio a Marielle Franco, e analoghe manifestazioni si sono registrate in molte capitali come Brasilia, Recife, São Paulo e altre.

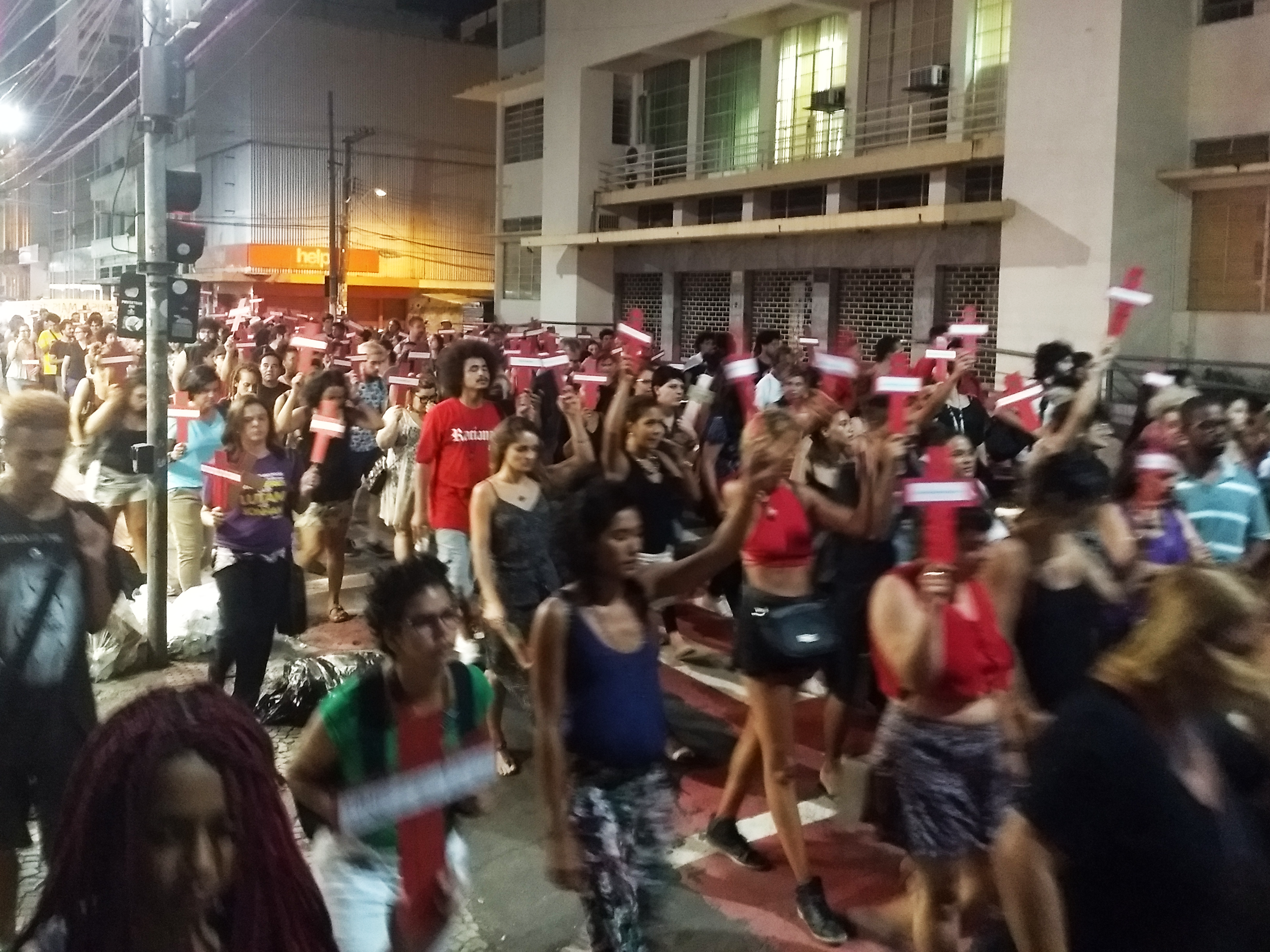
Manifestazione tenutasi in Avenida Jerônimo Monteiro, a Vitória, per onorare la memoria di Marielle Franco e Anderson Pedro Gomes.

Il filosofo e professore di etica presso Unicamp Roberto Romano ha dichiarato che il crimine mostra la fragilità delle istituzioni democratiche in Brasile. "Nonostante la fine ufficiale della dittatura militare, siamo sempre un passo indietro. Con eventi come questo di mercoledì, la distanza che separa una condizione democratica da una deviata è notevolmente diminuita", ha affermato in un'intervista, portando analogie con l'omicidio della missionaria americana Dorothy Stang nel 2005 in Pará. Per il filosofo l'episodio dovrebbe indurre a introdurre modifiche sul piano della sicurezza, ad esempio con un miglioramento dell'istruzione e con politiche atte a ridurre la disuguaglianza sociale nel paese.
L'Assemblea della Repubblica del Portogallo, il giorno dell'omicidio, ha approvato all'unanimità un voto di rammarico per la morte di Franco, esprimendo "la più ferma condanna per la violenza e i crimini politici e di odio che aumentano giorno dopo giorno in Brasile". Tale iniziativa è stata resa nota dall'esponente del Blocco di Sinistra Catarina Martins ed è stata sottoscritta dal presidente del Parlamento, Ferro Rodrigues, e dal vice André Silva.
Il Parlamento europeo, il 20 marzo 2018, ha condannato fortemente con una sua dichiarazione congiunta l'assassinio della consigliera Marielle Franco avvenuta il 14 marzo 2018.. La dichiarazione è stata firmata da: 
Ramón Jáuregui Atondo (dell'Assemblea Parlamentare euro-latino americana, DLAT)
Fernando Ruas (Presidente della Delegazione per le relazioni con la Repubblica federativa del Brasile)
Francisco Assis (Presidente della Delegazione per i rapporti con Mercosur, DMER)
Elisabetta Gardini (Presidente del Forum delle donne Euro-Latinoamericana, EuroLat).

### Critiche e posizioni diverse
- Il giudice Marília Castro Neves, della Corte di giustizia di Rio de Janeiro, si è dissociata dal cordoglio molto diffuso sostenendo che "Marielle non era solo una combattente ma era fidanzata con teppisti e non ha rispettato gli impegni con i suoi sostenitori".[37] Il presidente del PSOL ha annunciato che richiederà provvedimenti nei confronti della magistrata.Caetano Veloso, che in un concerto a Rio ha ricordato Marielle Franco.

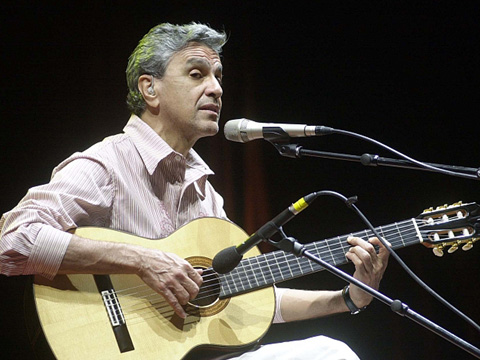
Caetano Veloso, che in un concerto a Rio ha ricordato Marielle Franco.

- Jair Bolsonaro, membro del Partito Progressista brasiliano e pre-candidato alla presidenza della repubblica nelle elezioni presidenziali del 2018, attraverso il suo ufficio stampa, ha comunicato che la sua opinione sull'assassinio sarebbe stata vista come "polemica" e quindi ha preferito non esprimerla ufficialmente.[38]

Parte della stampa, legata alla destra brasiliana, ha accusato la sinistra di sfruttare politicamente l'omicidio di Marielle. Anche vari partiti politici di destra hanno espresso opinioni fortemente contrarie in merito all'azione di Marielle Franco, arrivando per alcune fonti alla diffamazione.
L'omicidio della Franco è stato attribuito dal governo alle bande criminali responsabili di molti delitti in tutto il paese ma alcuni sospetti sono ricaduti su appartenenti alla stessa polizia.
Pochi giorni dopo il delitto erano presenti in rete, sulla piattaforma YouTube, diversi video contenenti offese nei confronti della memoria della consigliera e il tribunale di Rio de Janeiro ha ordinato a Google di rimuoverli.

## Riconoscimenti

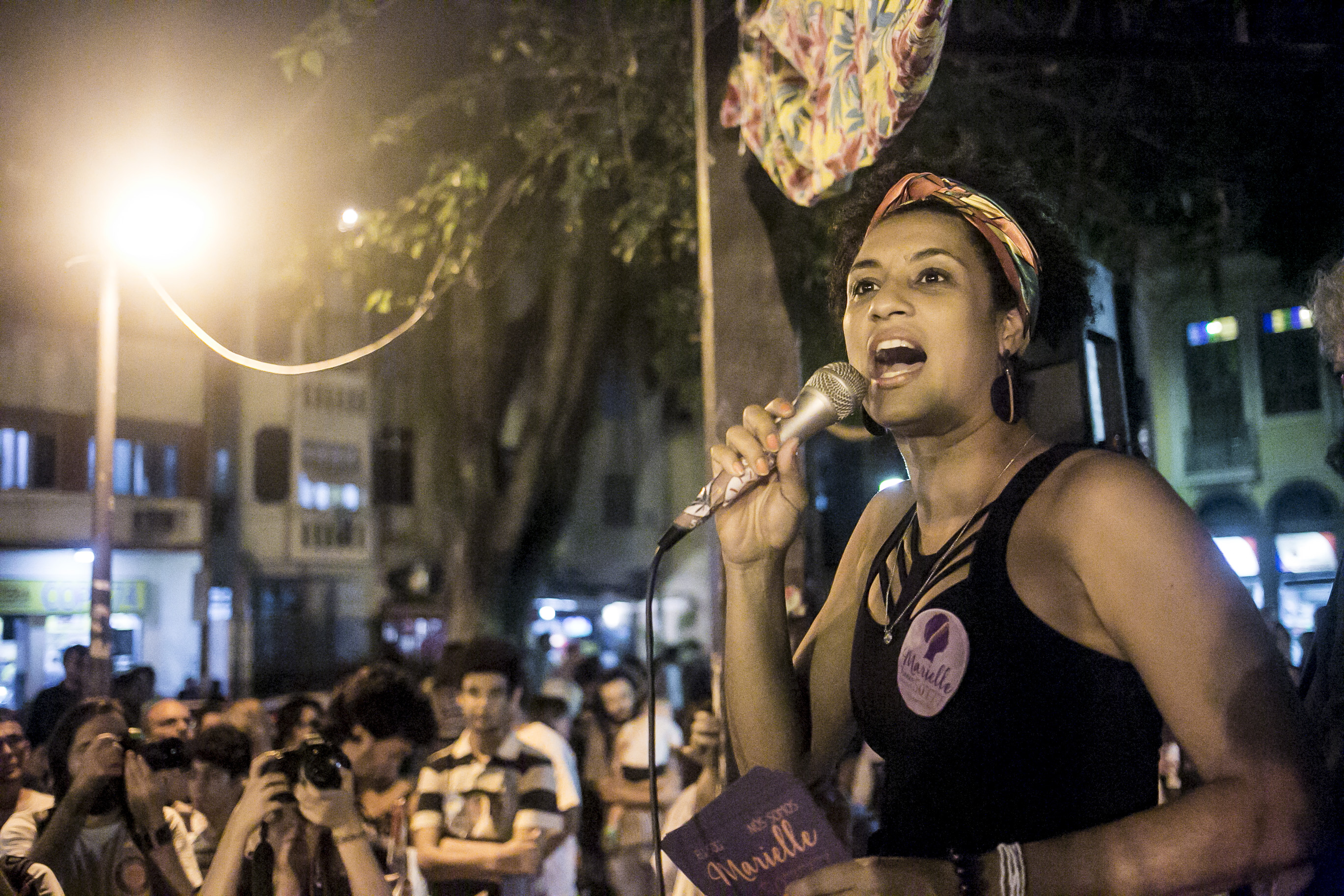
Marielle Franco nell'agosto del 2016.

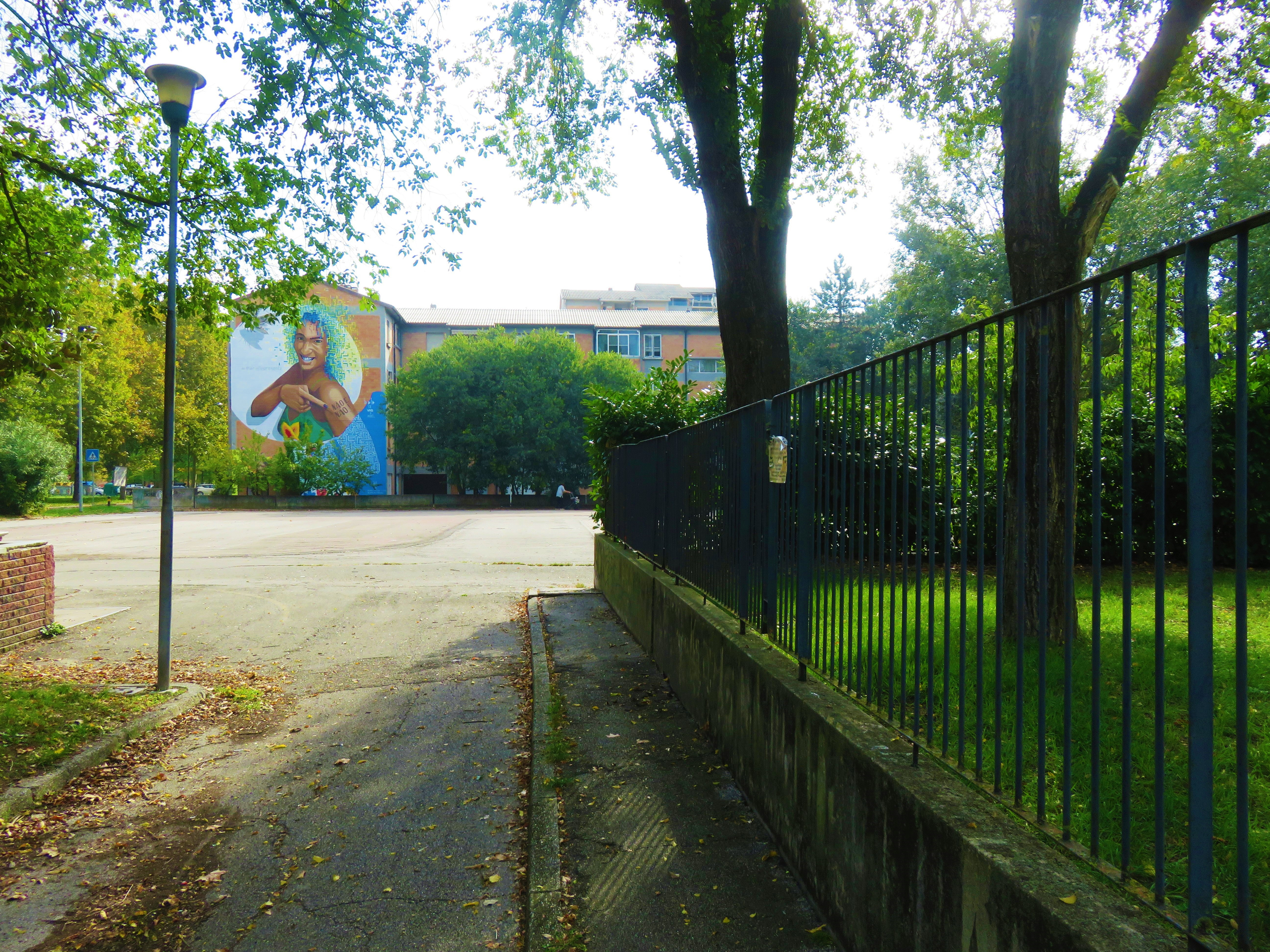
Murale di Marielle Franco in viale Krasnodar a Ferrara.

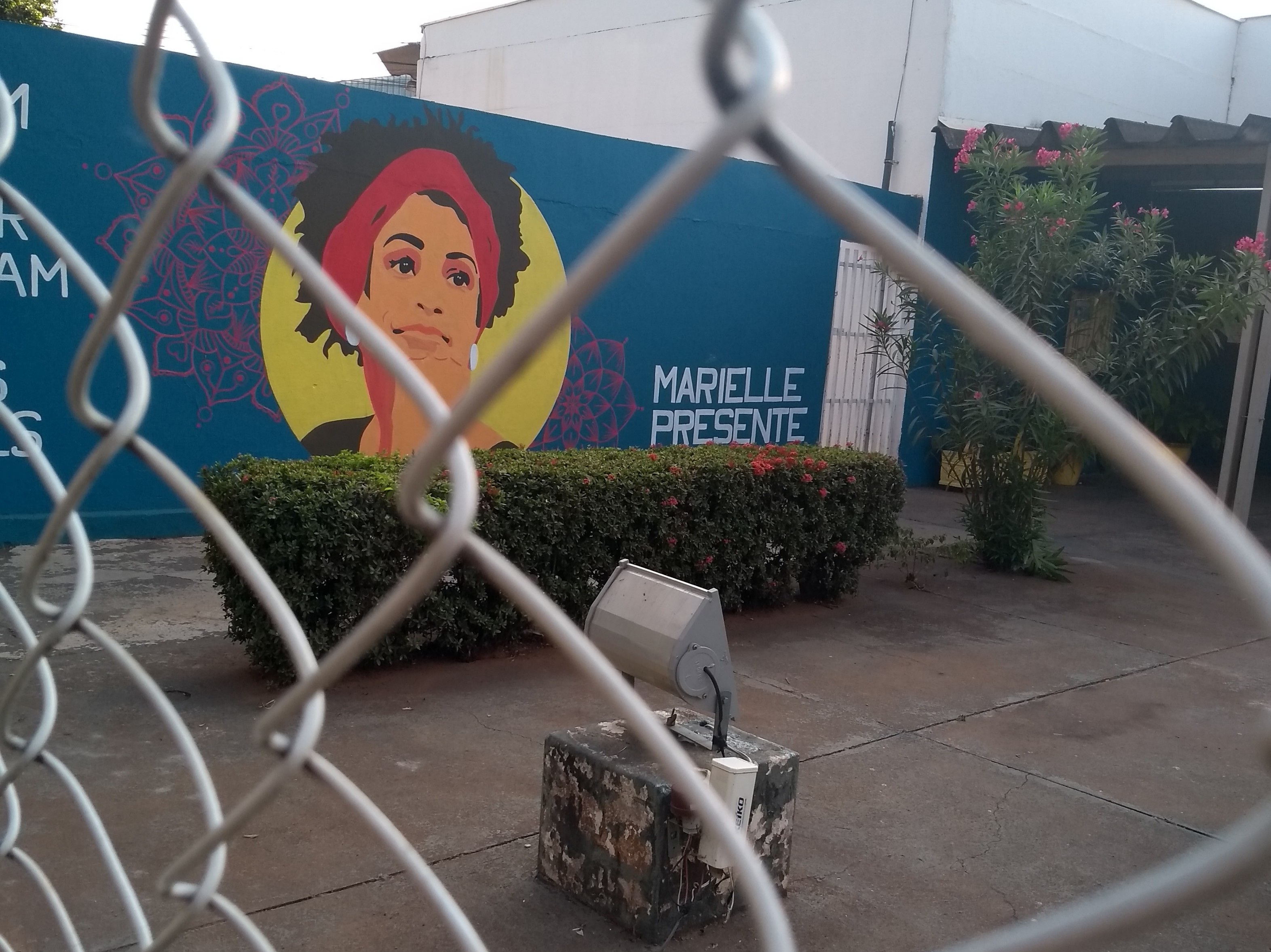
Murale realizzato da artisti locali sulla parete di una scuola ad Araçatuba.

Leandro Sampaio Monteirol, segretario di Stato per la Cultura, ha detto ufficialmente che la biblioteca di Manguinhos sarà intitolata alla consigliera Marielle Franco. Anche il parlamentare è nato e cresciuto nel Complesso Maré, come Marielle.
- Caetano Veloso, in uno spettacolo tenuto al parco Lage la sera successiva all'omicidio, ha voluto ricordare Marielle Franco dicendo: "Avevamo accettato di venire per celebrare l'apertura del Queermuseu a Rio, come gesto di resistenza contro l'oscurantismo, e siamo rimasti sorpresi da un gesto brutale di forze oscure".[45]
- Katy Perry le ha reso omaggio durante l'ultimo spettacolo brasiliano del suo tour Witness tour in Apotheosis Square, nel centro di Rio. Con una grande immagine di Marielle proiettata sullo sfondo ha fatto salire sul palco la sorella e la figlia dell'attivista uccisa, chiedendo un momento di silenzio per onorarne la memoria.[46]

- Papa Francesco ha voluto manifestare la sua vicinanza, telefonando ai suoi famigliari pochi giorni dopo il fatto. Luyara Santos, la figlia diciannovenne, aveva scritto due giorni prima al Santo Padre, spiegando come la madre fosse molto religiosa e credesse nella vita e nell'amore.[47]
- Nel 2018, pochi mesi dopo il suo assassinio, in viale Krasnodar, nella zona sud della città di Ferrara, è stato dipinto un murale per ricordarla. Nel 2019, in occasione del festival di giornalismo Internazionale a Ferrara, la sua compagna Monica Benicio lo ha visitato ed ha ricordato la figura di Marielle.[48][49]
- Nell'Agosto del 2018, nel Parco Scolacium di Roccelletta di Borgia, durante il Festival Armonie D'Arte, è stato rappresentato lo spettacolo Cria da Marè, Marielle Franco, una donna, la politica, l'amore scritto e interpretato da Anna Macrì con la regia di Emanuela Bianchi, prodotto da Confine Incerto, con le musiche dal vivo dei Kala Bossa di Reggio Calabria. Era presente Monica Tereza Benicio, compagna di Marielle, oggi consigliera di Rio de Janeiro, in un dibattito sull’integrazione e condizione femminile, sociale e delle minoranze in Brasile, con la partecipazione di Lindara Nobre Costa, moderato dal giornalista inviato speciale di RaiUno Francesco Brancatella.
- Nel 2018 apre il Centro antiviolenza Marielle Franco a Nettuno[50].
- Il 3 Febbraio 2019 apre a Pavia la Casa del Popolo "Marielle Franco" in onore dell'attivista brasiliana.[51]
- Nel marzo 2021 a Firenze, viene intitolata a Marielle Franco l'altana della Biblioteca delle Oblate.[52]